# Pokémon 2000 – Bízz az erőben!
Pokémon 2. – Bízz az erőben! (eredeti címén: 劇場版ポケットモンスター 幻のポケモン ルギア爆誕 / Pokémon: 2000's Movie - The Power of One) – 1999-ben bemutatott japán animációs akciófilm, amely a Pokémon című sorozatból készült második film Jujama Kunihiko rendezésében. A japán bemutatót 1999. július 17-én vetítették, Magyarországon 2001. április 5-től volt látható a mozikban. Habár a kritikusok nem voltak a filmtől elragadtatva, pénzügyileg kasszasiker volt.
Az első filmet 1998-ban mutatták be Pokémon: Az első film – Mewtwo visszavág címmel. A következő rész 2000-ben jelent meg Pokémon 3. – Az öntudatlan betűi címmel.

## Cselekmény
Pikachu mentőkalandja (Bónusz rövidfilm) 
Amikor Togepi arra ébred, hogy egy csapat Ledyba elrepül mellette, leesik a dombról, és egy sötét lyukba zuhan. Pikachu és a többi Pokémon üldözőbe veszik, és egy óriási fában találják magukat, ami egykor Pikachu régi otthona volt. Pikachu új barátjának, Elekidnek a segítségével a Pokémonok Exeggcute tojásokat találnak, amiből egy hiányzik. Egy heves vihar csap le a környékre, és Pikachu és barátai megpróbálják megvédeni az Exeggcute tojásokat. 
Egy Dragonair lecsendesíti a vihart, miközben megjelenik egy Chansey, és kiderül, hogy mindvégig nála volt a hiányzó tojás. A tojások újra egyesülnek, és Exeggcute hirtelen Exeggutorrá fejlődik egy Leaf Stone segítségével. Pikachu és barátai elbúcsúznak Elekidtől és a többiektől, és visszamennek edzőikhez. 

### A mozifilm
Lawrence III, a Pokémon-gyűjtő be akarja gyűjteni a tenger szörnyetegének is nevezett Lugiát. Ehhez azonban szüksége van a három legendás madárra, Articunóra, Zapdosra és Moltresre. Lawrence foglyul ejti Moltrest, de ezzel felborul a madarak hatalmi egyensúlya a világ éghajlata felett. Az időjárás az egész világon elkezd megbolondulni, ami számtalan Pokémont figyelmeztet a változásra. Ash Ketchumot, Misty-t és Tracey Sketchitet elkapja egy szörnyű vihar, és a partra sodorja őket az Orange-szigetek közepén található Shamoutira. 
A szigeten éppen fesztivált tartanak, ami a tengeri szörny legendáját ünnepli. Melody, a fesztivál szervezője elmondja, hogy Ashnek és barátainak mindhárom madár szigetéről be kell gyűjtenie egy kristálygömböt, és Shamouti szentélyében el kell őket helyezni. A szentélyt Slowking őrzi, ahol Melodynak végül egy dalt kell elénekelnie. 
Ash és Pikachu megszerzi Moltres kincsét, de csatlakozik hozzájuk a Rakéta csapat. Misty és Tracey külön hajóval érkeznek, de összetalálkoznak Zapdosszal, aki a szigetet jött elfoglalni. Zapdost foglyul ejti az érkező Lawrence, Asht és csapatát pedig elengedi. Ezután üldözőbe veszi Articunót, amivel véletlenül felébreszti a tengeri szörnyet, Lugiát. 
Ashnek és társainak sikerül kiszabadítaniuk Moltrest és Zapdost, majd megszöknek Lawrence hajójával. Articuno, Zapdos és Moltres háborút vívnak egymással, ezért Ash-nek és barátainak Zapdos kincse megszerzése után menekülniük kell. 
A felébredt Lugia először megpróbálja megállítani a csatát, de a madarakon nem tud felülemelkedni. Ash a nála lévő két kincset felrakja a szentélyre, és elindul a harmadikért Articuno szigetére. A kincs megszerzése után a madarak azonban elpusztítják a motorcsónakot, de Lugia megmenti őket. Lawrence megpróbálja elkapni Lugiát, de a szörny elpusztítja a léghajóját.
Misty és Tracey megmentik Asht és Pikachut, és a többiekkel együtt elhelyezik az utolsó kincset. Melody eljátssza Lugia dalát az okarináján, véget vetve a viharoknak, és békét hozva a legendás madaraknak. Lawrence megbánja tetteit, és úgy dönt, hogy újra elkezdi a gyűjtést. A Rakétacsapat egy nappal később éri el a szigetet, és fontolgatják, hogy megváltoznak, de végül úgy döntenek, hogy maradnak a régiben, amikor rájönnek, hogy a főnöküknek nem tetszene az ötlet.

## Szereplők
| Szerep                | Japán hangja      | Angol hangja       | Magyar hangja    |
| --------------------- | ----------------- | ------------------ | ---------------- |
| Ash Ketchum           | Macumoto Rika     | Veronica Taylor    | Szvetlov Balázs  |
| Pikachu               | Ótani Ikue        | Ótani Ikue         | Ótani Ikue       |
| Misty                 | Ízuka Majumi      | Rachael Lillis     | Dudás Eszter     |
| Togepi                | Kórogi Szatomi    | Kórogi Szatomi     | Kórogi Szatomi   |
| Tracey Sketchit       | Szeki Tomokazu    | Ted Lewis          | Markovics Tamás  |
| Jesse                 | Hajasibara Megumi | Rachael Lillis     | Kiss Erika       |
| James                 | Miki Sinicsiro    | Eric Stuart        | Tóth Tamás       |
| Meowth                | Inujama Inuko     | Maddie Blaustein   | Minárovits Péter |
| Delia Ketchum         | Tojosima Maszami  | Veronica Taylor    | Haffner Anikó    |
| Oak professzor        | Isizuka Unsó      | Stuart Zagnit      | Kőszegi Ákos     |
| Felina Ivy professzor | Han Keiko         | Megan Hollingshead | n.a              |
| Psyduck               | Aikava Rikako     | Michael J. Haigney | n.a              |
| Marill                | Kanai Mika        | Kayzie Rogers      | n.a              |
| Mr. Mime              | Ueda Júdzsi       | Kayzie Rogers      | n.a              |
| Lugia                 | Jamadera Kóicsi   | Eric Rath          | n.a              |
| Moltres               | Aikava Rikako     | Aikava Rikako      | Aikava Rikako    |
| Articuno              | Tóma Jumi         | Tóma Jumi          | Tóma Jumi        |
| Zapdos                | Konisi Kacujuki   | Konisi Kacujuki    | Konisi Kacujuki  |
| Melody                | Hiramacu Akiko    | Amy Birnbaum       | Dögei Éva        |
| Slowking              | Hamada Maszatosi  | Nathan Price       | n.a              |
| Lawrence III          | Kaga Takesi       | Neil Stewart       | n.a              |
| komputer              | Sinohara Emi      | Emily Niebo        | n.a              |
| Carol                 | Hiszakava Aja     | Michelle Goguen    | n.a              |
| Tobias                | Ohcuka Csikao     | Norman Altman      | n.a              |
| Maren                 | Micuisi Kotono    | Tara Jayne         | n.a              |
| narrátor              | Isizuka Unsó      | Rodger Parsons     | n.a              |

## Fogadtatása

### Kritikai visszhang
A filmet gyengének találta a kritika. A Rotten Tomatoeson 19%-os minősítést ért el 69 értékelés alapján, az összefoglaló szerint: „Annak ellenére, hogy valamivel izgalmasabb, mint az előző film, ez a gyerekfilm még mindig nélkülöz minden igazi kalandot és izgalmat. Amit viszont tartalmaz, az a szaggatott animáció és a gyenge szinkronszínészi játék. Gyakorlatilag semmihez sem hasonlítható.” Gene Seymour a Los Angeles Timestól azt írta: „Ez a frissen sütött és cukormázas nagyvásznú Pokémon olyan édességgel megy le, amely anélkül bűvöl el, hogy lenézné a közönségét.” Elvis Mitchell a New York Timestól azt írta: „Valószínűleg annyira jó, amennyire a képernyőkímélőkből álló vágott animáció lehet.” Michael Wilmington a Chicago Tribune-től azt írta: „Egy A-kategóriás migrén, leveses, kásás Technicolorban.”
A MetaCritic 28 pontot adott a 100-ból 20 vélemény alapján. Jay Carr a Boston Globe-tól azt írta: „A 2000-es év nem a nemességről és az alázatról szól; a bolygó megmentése a gonosz gyűjtőktől az, ami eladja a videojátékokat.” Chris Kaltenbach a Baltimore Suntól azt írta: „Boldoggá teszi a gyerekeket és enyhén szórakoztatja a szülőket.” Desson Thomson a Washington Posttól azt írta: „Kerülje ezt a filmet, kivéve, ha a) a gyermeke nem hajlandó enni, amíg el nem viszi, vagy b) a házát éppen fertőtlenítik, hogy elpusztítsák a nyugat-nílusi vírussal fertőzött szúnyogokat.”

### Bevétel adatai
A Box Office Mojo szerint a produkció kasszasiker volt. A 30 millió dolláros költségvetésre 133 millió dolláros bevétel keletkezett.